# Сюй Куанди
Сюй Куанди́ (кит. упр. 徐匡迪, пиньинь Xú Kuāngdí; 11 декабря 1937) — китайский политик и учёный, мэр Шанхая (1995—2001), президент Инженерной академии КНР (2001—2010), зампред ВК НПКСК 10 созыва.
Член КПК с 1983 года, член ЦК КПК 15—16 созывов (кандидат 14 созыва).
Член Инженерной академии КНР, профессор.

## Биография
Родился в 1937 году в уезде Чундэ (в 1958 году был присоединён к уезду Тунсян) провинции Чжэцзян.
Выпускник Пекинского технического института стали (1959). Затем там же в 1959—1963 гг. помощник лектора, после чего в 1963—71 гг. на той же должности в Шанхайском инженерном институте, а в 1972—80 гг. помощник лектора и лектор в Шанхайском инженерном университете, где затем в 1980—86 гг. замдекана, декан, доцент, профессор, а в 1986—89 гг. первый проректор.
В 1989—1991 замдиректора Шанхайского городского бюро высшего образования. В 1991—92 гг. глава Шанхайского городского планового комитета и одновременно в 1992—94 гг. вице-мэр Шанхая.
В 1995—2001 мэр Шанхая и замглавы горкома КПК.
В 2001—2010 президент и парторг Инженерной академии КНР.
Зампред ВК НПКСК 10 созыва.